# Voivodato di Parnawa
Il voivodato di Parnawa (in polacco: Województwo Parnawskie) fu un'unità di divisione amministrativa e governo locale del Ducato di Livonia, parte della Confederazione Polacco-Lituana dal 1598 fino alla conquista svedese della Livonia del secondo decennio del XVII secolo.
Sede del governo del voivodato era Parnawa (Pärnu) 

## Voivodi
- Piotr Tryzna (1628-1633)
- Konstanty Połubińs (1633-1640)
- Ernest Magnus Denhoff (1640-1642)
- Jan Zawadzki (1642-1645)
- Jerzy Littawor Chreptowicz (1645-1646)
- Henryk Denhoff (1646-1659).